# هیلدا کامرون
هیلدا کامرون (انگلیسی: Hilda Cameron; ۱۴ اوت ۱۹۱۲ – ۱ آوریل ۲۰۰۱) دونده اهل کانادا بود.